# Pump
Pump — десятый студийный альбом американской рок-группы Aerosmith, был издан в 1989 году на лейбле Geffen Records.
Альбом очень разнообразен по звучанию, в нескольких синглах музыканты используют клавишные и духовую секцию («Love in an Elevator», «The Other Side»), также присутствуют песни с фирменным саундом группы («F.I.N.E.», «Young Lust»), и рок-баллады — «What It Takes». В лирике затрагиваются такие темы, как инцест и убийство («Janie’s Got a Gun») и злоупотребление наркотиками и алкоголем («Monkey on My Back»), а также различные инструментальные интерлюдии — «Hoodoo» и «Dulcimer Stomp».
Альбом занял 87-ю позицию в рейтинге «100 лучших рок-альбомов всех времён» по версии журнала Classic Rock.

## Список композиций
| №                   | Название                           | Автор(ы)                                                          | Длительность |
| ------------------- | ---------------------------------- | ----------------------------------------------------------------- | ------------ |
| 1.                  | «Young Lust»                       | Стивен Тайлер, Джо Перри, Джим Валланс                            | 4:18         |
| 2.                  | «F.I.N.E.»                         | Перри, Тайлер, Дезмонд Чайлд                                      | 4:09         |
| 3.                  | «Going Down / Love in an Elevator» | Перри, Тайлер                                                     | 5:39         |
| 4.                  | «Monkey on My Back»                | Перри, Тайлер                                                     | 3:57         |
| 5.                  | «Water Song / Janie’s Got a Gun»   | Тайлер, Том Хэмилтон                                              | 5:38         |
| 6.                  | «Dulcimer Stomp / The Other Side»  | Тайлер, Джим Уолленс, Брайан Холланд, Ламонт Дозьер, Эдди Холланд | 4:56         |
| 7.                  | «My Girl»                          | Перри, Тайлер                                                     | 3:10         |
| 8.                  | «Don’t Get Mad, Get Even»          | Перри, Тайлер                                                     | 4:48         |
| 9.                  | «Hoodoo/Voodoo Medicine Man»       | Тайлер, Перри, Брэд Уитфорд                                       | 4:39         |
| 10.                 | «What It Takes»                    | Перри, Тайлер, Дезмонд Чайлд                                      | 5:11         |
| Общая длительность: | Общая длительность:                | Общая длительность:                                               | 47:22        |

| №                   | Название                                                                                                   | Длительность |
| ------------------- | --- | ------------ |
| 10.                 | «What It Takes» (включает инструментальную скрытую композицию, написанную и исполненную Рэнди Рейн-Ройшем) | 6:28         |
| Общая длительность: | Общая длительность:                                                                                        | 48:39        |

| №   | Название       | Автор(ы)      | Длительность |
| --- | -------------- | ------------- | ------------ |
| 11. | «Ain’t Enough» | Перри, Тайлер | 4:57         |

## Участники записи
Aerosmith
- Стивен Тайлер — вокал
- Джо Перри — гитара, бэк-вокал
- Брэд Уитфорд — гитара
- Том Хэмилтон — бас-гитара
- Джоу Крамер — ударные

приглашённые музыканты
- Боб Дауд — бэк-вокал на «Love in an Elevator»
- Кэтрин Эппс — произносит интро (лифтёр) на «Love in an Elevator»
- Брюс Фейрберн[англ.] — труба, бэк-вокал на «Love in an Elevator»
- The Margarita Horns (Брюс Фейрберн[англ.], Генри Кристиан, Йэн Патз, Том Кинлисайд[англ.]) — духовые инструменты, саксофон
- Джон Вебстер — клавишные
- Рэнди Рейн-Ройшем[англ.] — музыкальные паузы: стеклянная гармоника в «Water Song», дульцимер в «Dulcimer Stomp», диджериду в «Don’t Get Mad, Get Even», тайский кхэн в «Hoodoo», а также духовой орган из тыквы народности лаху из Северного Таиланда в скрытом бонус-треке, который следует с отметки 5:19 после «What It Takes».

технический персонал
- Брюс Фейрберн — продюсер
- Майк Фрейзер[англ.] — звукоинженер, микширование
- Кен Ломас — звукоинженер
- Грег Фульджинити[англ.] — мастеринг
- Дэвид Доннелли — супервайзер мастеринга
- Ким Шампейн — дизайн обложки
- Габрилле Раумбергер — дизайн обложки
- Энди Инджел — дизайн логотипа
- Норман Сифф[англ.] — фотосъёмка
- Марк Райден — тату-арт
- Джон Калоднер[англ.] — A&R-менеджер

## Награды
«Грэмми»
| Год  | Композиция          | Категория                                          |
| ---- | ------------------- | -------------------------------------------------- |
| 1990 | «Janie’s Got a Gun» | Лучшее вокальное рок-исполнение дуэтом или группой |

## Позиции в хит-парадах
| Хит-парад (1989—1990)                 | Высшая позиция | Пребывание в чарте |
| ------------------------------------- | -------------- | ------------------ |
| Австралия (ARIA)                      | 1              | 48 недель          |
| Великобритания (UK Albums Chart)      | 3              | 34 недели          |
| Канада (RPM Top Albums/CDs)           | 2              | 54 недели          |
| Нидерланды (Nationale Totale Top 100) | 33             | 9 недель           |
| Новая Зеландия (RMNZ)                 | 8              | 50 недель          |
| Норвегия (VG-lista)                   | 9              | 8 недель           |
| США (Billboard 200)                   | 5              | 110 недель         |
| ФРГ (Offizielle Top 100)              | 13             | 16 недель          |
| Швейцария (Schweizer Hitparade)       | 9              | 7 недель           |
| Швеция (Sverigetopplistan)            | 8              | 13 недель          |

Синглы
| Год появления сингла в чарте | Название чарта                     | Наивысшая позиция     | Пребывание в чарте    | Источник(и)           |
| «Love in an Elevator»        | «Love in an Elevator»              | «Love in an Elevator» | «Love in an Elevator» | «Love in an Elevator» |
| ---------------------------- | ---------------------------------- | --------------------- | --------------------- | --------------------- |
| 1989                         | ARIA Charts Top 50                 | 33                    | 7 недель              | [ 37 ]                |
| 1989                         | Ultratop 50 Singles                | 28                    | 5 недель              | [ 38 ]                |
| 1989                         | UK Singles Chart                   | 13                    | 8 недель              | [ 39 ]                |
| 1989                         | Irish Singles Chart                | 18                    | 3 недели              | [ 40 ]                |
| 1989                         | RPM 100 Singles                    | 13                    | 17 недель             | [ 41 ] [ 42 ]         |
| 1989                         | Nederlandse Top 40                 | 9                     | 8 недель              | [ 43 ]                |
| 1989                         | Mega Top 50                        | 14                    | 11 недель             | [ 44 ]                |
| 1989—1990                    | Recorded Music NZ Charts           | 15                    | 15 недель             | [ 45 ]                |
| 1989—1990                    | Lista Przebojów Programu Trzeciego | 15                    | 12 недель             | [ 46 ] [ 47 ]         |
| 1989                         | Billboard Hot 100                  | 5                     | 16 недель             | [ 48 ]                |
| 1989                         | Hot Mainstream Rock Tracks         | 1                     | 11 недель             | [ 49 ]                |
| «F.I.N.E.»                   |                                    |                       |                       |                       |
| 1989—1990                    | Hot Mainstream Rock Tracks         | 14                    | 9 недель              | [ 50 ]                |
| «Janie’s Got a Gun»          |                                    |                       |                       |                       |
| 1990                         | ARIA Charts Top 50                 | 1                     | 18 недель             | [ 51 ]                |
| 1989                         | UK Singles Chart                   | 76                    | 3 недели              | [ 52 ]                |
| 1989—1990                    | RPM 100 Singles                    | 2                     | 16 недель             | [ 53 ] [ 54 ] [ 55 ]  |
| 1990                         | Recorded Music NZ Charts           | 13                    | 17 недель             | [ 56 ]                |
| 1990                         | Lista Przebojów Programu Trzeciego | 12                    | 12 недель             | [ 57 ]                |
| 1989—1990                    | Billboard Hot 100                  | 4                     | 18 недель             | [ 58 ]                |
| 1989—1990                    | Hot Mainstream Rock Tracks         | 2                     | 18 недель             | [ 59 ]                |
| 1990                         | Topplistan                         | 12                    | 2 недели              | [ 60 ]                |
| «Monkey on My Back»          |                                    |                       |                       |                       |
| 1990                         | Hot Mainstream Rock Tracks         | 17                    | 9 недель              | [ 61 ]                |
| «What It Takes»              |                                    |                       |                       |                       |
| 1990                         | ARIA Charts Top 50                 | 46                    | 4 недели              | [ 62 ]                |
| 1990                         | RPM 100 Singles                    | 15                    | 14 недель             | [ 63 ] [ 64 ]         |
| 1990                         | Recorded Music NZ Charts           | 19                    | 6 недель              | [ 65 ]                |
| 1990                         | Lista Przebojów Programu Trzeciego | 20                    | 8 недель              | [ 66 ]                |
| 1990                         | Billboard Hot 100                  | 9                     | 17 недель             | [ 67 ]                |
| 1990                         | Hot Mainstream Rock Tracks         | 1                     | 19 недель             | [ 68 ]                |
| «The Other Side»             |                                    |                       |                       |                       |
| 1990                         | RPM 100 Singles                    | 22                    | 14 недель             | [ 69 ] [ 70 ]         |
| 1990                         | Billboard Hot 100                  | 22                    | 15 недель             | [ 71 ]                |
| 1990                         | Hot Mainstream Rock Tracks         | 1                     | 16 недель             | [ 72 ]                |

Альбом в конце десятилетия
| Хит-парад (1990—1999)                      | Позиция |
| ------------------------------------------ | ------- |
| США (Billboard Top Pop Albums of the ’90s) | 73      |